# Moacyr Gonçalves
Moacyr Gonçalves, conhecido como Príncipe (Paranaguá,  - , ), foi um técnico, árbitro e futebolista brasileiro. É o primeiro jogador negro a vestir a camisa do Coritiba Foot Ball Club.

## Carreira
Nascido em Paranaguá, cidade litorânea do estado, trabalhava como ferroviário e atuava no futebol, quando este ainda não era profissional, como jogador e árbitro da Associação Sportiva Paranaense. Como futebolista jogava, no início da década de 1920, no Paraná Sport Club e em 1923, foi contratado pelo Palestra Itália. No Palestra Itália Futebol Clube, foi capitão das equipes que conquistaram os campeonatos paranaenses de 1924 e 1926. Jogou no Palestra de 1923 até 1930.
Em 1931, foi contratado como técnico da equipe principal do Coritiba Foot Ball Club e por insistência do presidente do clube, o militar e político Antônio Couto Pereira, também inscreveu-se como jogador. Na decisão da primeira fase, a fase local com clubes de Curitiba, o jogo final foi entre o Coritiba e o seu antigo clube, o Palestra Itália, realizado no dia 17 de janeiro de 1932.[carece de fontes?] Neste jogo, Príncipe, como era conhecido, escalou-se para jogar o 2° tempo da partida, pois ao final do 1° tempo, o Palestra ganhava de 3x1. No retorno do intervalo, vestiu a camisa, colocou a braçadeira de capitão e entrou no jogo. Este fato entrou para a história do clube, sendo o primeiro negro a vestir a camisa do Coritiba. O alvi verde curitibano ganhou a partida por 5x4, foi campeão da liga e disputou a final do campeonato com o Guarani Sport Club, tornando-se campeão paranaense de 1931 (as finais foram nos primeiros meses de 1932).
Ainda na década de 1930, foi técnico do Clube Atlético Ferroviário e representante e árbitro da Liga Curitybana de Futebol e da Federação Paranaense de Desportos.